# Roybert Echeverría

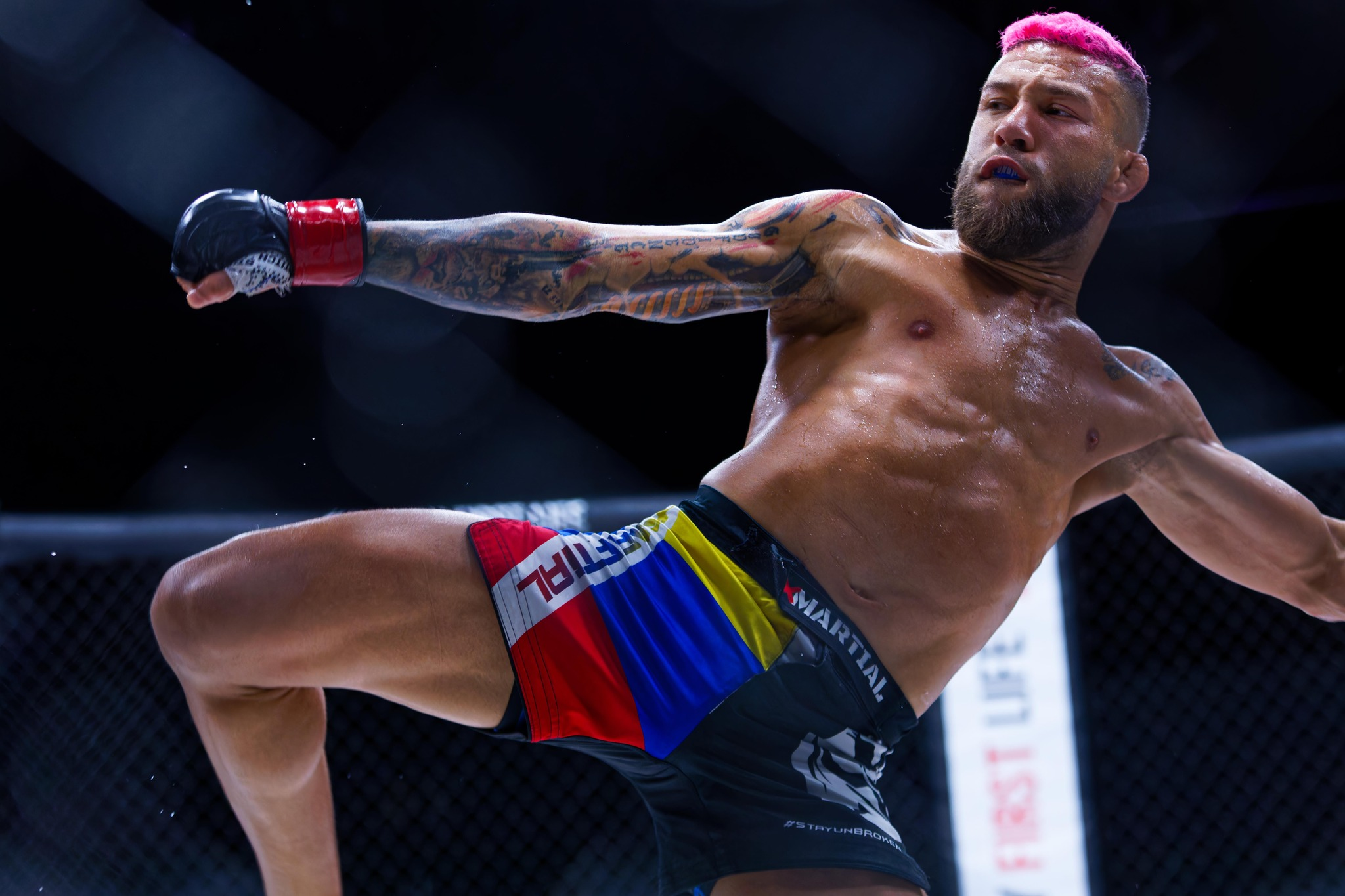
Roybert Echeverría

Roybert "The Unbroken" Echeverría (Maturín, Monagas, 21 de agosto de 1995) es un peleador venezolano de artes marciales mixtas, con participación en la empresa de mayor reconocimiento en los estados unidos y nivel mundial cómo, Dana White Contender Series (DWCS)  Titan Fighting Championships, Cage Fury Fighting Championship (CFFC), Lights Out Xtreme Fighting, Anthony Pettis Fighting Championship (APFC) en la cual es el Campeón de la Division de peso Mosca. Pelea en categoría peso mosca (125 libras) y tiene un récord de 10-2 como profesional y sigue en ascenso cómo uno de los prospectos mayor reconocido a nivel mundial de la división para llegar a Ultimate Fighting Championship.

## Reseña biográfica
"The Unbroken" se inició en el mundo de las artes marciales desde muy joven con el Judo y gracias a su padre, Edgar Echeverría quien practicaba Jiu-jitsu en su ciudad natal, Maturín y de allí comenzó el amor de Roybert con esta disciplina. 
Roy participó en dos peleas de MMA en su país, en un evento llamado Gladiadores de Venezuela, donde se estrenó con una victoria por TKO a sus 17 años y empezó su andar por este deporte. 
Echeverría participó en Xtreme Fighting Nation al llegar a Estados Unidos y en 2020 debutó en el ámbito profesional con Titan Fighting Championships. En su primer combate, ganó por KOT en el primer round. 
En su segundo combate venció por decisión unánime en un gran choque. Para su tercer duelo, salió triunfador por la vía de la sumisión, en la cuarta pelea noqueó en el primer asalto. En julio de 2021, salió una vez más con toda la furia y potencia que lo caracteriza, noqueando en el mismo primer round.  
Actualmente, demuestra poder y fuerza en sus peleas y lo hace finalizando el 80% de sus combates en el mismo primer asalto.  

## Combates
| Res.     | Récord | Oponente                | Método                   | Evento      | Fecha                    | Round | Tiempo |
| -------- | ------ | ----------------------- | ------------------------ | ----------- | ------------------------ | ----- | ------ |
| Victoria | 7-0    | Wascar Cruz             | Decisión (Dividida)      | Titan FC 73 | 17 de diciembre de 2021  | 3     | 15:00  |
| Victoria | 6-0    | Kenneth Sabino          | KO(Punches)              | Titan FC 72 | 17 de septiembre de 2021 | 1     | 1:07   |
| Victoria | 5-0    | Earnest Walls           | TKO (Spinning Heel Kick) | Titan FC 70 | 2 de julio de 2021       | 1     | 1:45   |
| Victoria | 4-0    | Samarbek Sabyrzhan Uulu | KO (Punches)             | Titan FC 68 | 26 de marzo de 2021      | 1     | 1:54   |
| Victoria | 3-0    | Earnest Walls           | TKO(Rear Naked Choke)    | Titan FC 67 | 12 de febrero de 2021    | 1     | 3:27   |
| Victoria | 2-0    | Jon Arce                | Decisión (Unánime)       | Titan FC 66 | 17 de diciembre de 2020  | 3     | 15:00  |
| Victoria | 1-0    | Philip Keller           | KO                       | Titan FC 64 | 9 de septiembre de 2020  | 1     | 1:29   |